# Joyland (film 1929)
Joyland è un cortometraggio muto del 1929 diretto da Henry W. George, pseudonimo con il quale si era firmato il popolare attore Lupino Lane, che fu anche l'interprete principale del film.

## Produzione
Il film fu prodotto dalla Lupino Lane Comedy Corporation.

## Distribuzione
Distribuito dalla Educational Film Exchanges, il film - un cortometraggio in due bobine - uscì nelle sale cinematografiche britanniche il 21 luglio 1929.